# Aphis toriliae
Aphis toriliae är en insektsart. Aphis toriliae ingår i släktet Aphis och familjen långrörsbladlöss. Inga underarter finns listade i Catalogue of Life.